# Сингойма
Сингойма (Сингойна, Синтома) — река в России, протекает по Тотемскому, Сокольскому и Сямженскому районам Вологодской области. Устье реки находится в 61 км по правому берегу реки Сямжена. Длина реки составляет 49 км.
Сингойма берёт начало на северных склонах Харовской гряды в 16 км к северо-западу от деревни Погорелово (центра муниципального образования «Погореловское»). Первые километры река течёт по Тотемскому району, затем небольшой участок реки относится к Сокольскому району, а оставшееся расстояние река течёт по территории Сямженского района. Всё течение реки проходит по ненаселённому, местами заболоченному лесному массиву, генеральное направление течения — северо-запад, русло — извилистое. Крупных притоков нет, однако в Сингойму впадает большое количество ручьёв и небольших речек, обеспечивающих сток из окрестных обширных болот. Сингойма впадает в Сямжену 8 километрами ниже посёлка Согорки.

## Данные водного реестра
По данным государственного водного реестра России относится к Двинско-Печорскому бассейновому округу, водохозяйственный участок реки — озеро Кубенское и реки Сухона от истока до Кубенского гидроузла, речной подбассейн реки — Сухона. Речной бассейн реки — Северная Двина.
Код объекта в государственном водном реестре — 03020100112103000005726.